# چارتاوال
چارتاوال (به انگلیسی: Charthaval) یک منطقهٔ مسکونی در هند است که در بخش مظفرنگر واقع شده‌است. چارتاوال ۳۱٬۴۹۳ نفر جمعیت دارد.